# Цегельно-черепична сировина Дніпропетровської області
Цегельно-черепична сировина Дніпропетровської області

## Вступ
До виробів будівельної кераміки відносяться: цегла, камені і плитки керамічні, черепиця і ін. Сировиною для виготовлення є легкоплавкі глини і суглинки, рідше лес, лесовидні  суглинки. Для виробництва виробів грубої кераміки (каналізаційні і дренажні труби, плитки для підлоги, клінкерна цегла і ін. вироби) використовуються, в основному, тугоплавкі глини, а також низькоспікаючі вогнетривкі глини.
Основною сировиною для виробництва керамічної цегли в Дніпропетровської  області є четвертинні суглинки елювіально-делювіального, алювіального, флювіогляціального, алювіально-озерного походження, рідше – пліоценові глини червоно-бурі, строкаті глини міоцену.
Цегляна промисловість Дніпропетровської області працює тільки на четвертинних суглинках і глинах, рідше з добавками червоно-бурих пліоценових глин.
Пліоцен-четвертинні покривні відклади мають майже повсюдне поширення в межах області, за виключенням руслових врізів сучасних рік і великих схилів четвертинних долин.
Для виробництва виробів грубої кераміки (кислотовогнетривкі вироби, каналізаційні труби, плитки облицювальні і для підлог, клінкерна цегла і ін.) використовуються, в основному, тугоплавкі глини, а також низькоспікаючі різновидності вогнетривких глин. Ці глини повинні володіти пластичністю, однорідним складом і мати низьку температуру спікання і інтервал спікання не менше 200оС. При обпаленні глини повинні давати щільний спікаючийся черепок без деформації, плям, виплавок і мушок.
Для плиток керамічних глазурованих для внутрішнього облицювання стін середня величина міцності при вигону повинна бути не менше 120 кгс/см2, мінімальна 80 кгс/см2. Водопоглинання плиток не повинно перевищувати 16% (ДЕСТ 6141-82).
Значна частина Дніпропетровської області розташована в межах Українського щита і лише північні райони і крайня східна частина території приурочені відповідно до південно-східного борту Дніпрово-Донецької впадини і західної окраїни Донецького басейну.
Осадочний покрив в межах УЩ переважно малопотужний і складається здебільшого відкладами палеогенової, неогенової і четвертинної системи.

## Сировинна база
Потужність суглинків і червоно-бурих глин Дніпропетровської області переважно зростає до вододілів і зменшується поступово в долинах рік на терасах від древніх до молодих.
Неорні і малопродуктивні для сільського господарства землі до низьких (більш молодих) четвертинних терас великих долин рік, їхніх приток і дрібних сухих балок, де і зосереджені основні родовища цегельно-черепичних суглинків і глин Дніпропетровської області.
В кращих економічних умовах находяться ті заводи, де шихта складається по геологічному розрізу без змін, не потребуючи додаткового вводу збіднювачів або пластифікаторів, як правило, привізних. Переважно це терасовий алювій невеликих спокійних рік, де верхня “шапка” суглинків перемежається в нижній часті з супісками. В розрізах більш менших балок в верхів’ях річних долин переважають суглинки і глини, які потребують збіднювачів; в розрізах стародавнього алювію річних долин зайвими є піщані фракції складу глинистих порід підошви алювію.
Із родовищ, приурочених до вододільних плато, відомі два великих резервних родовища – вскришних порід Петровського вуглерозрізу (Синельниківський район) і вскришних порід П’ятихатського родовища вогнетривких глин (П’ятихатський район).
Суглинки четвертинного віку представляють собою щільну глинисту або лесовидну породу жовтого, світло-жовтого, палево-жовтого, червоно-жовто-бурого кольору. Іноді серед них зустрічаються прошарки супесі, дрібнозернистих пісків або піщаних глин (Апостолівське, Васильківське, Сурсько-Покровське родовища). На деяких родовищах суглинки мають карбонатні включення (Миколаївське, Сурсько-Покровське, Роздорівське родовища). Потужність вскриші, зложеної ґрунтово-рослинним шаром переважно 0,5-0,7 м іноді 1,0-1,2 м.
В мінеральному складі суглинків переважають гідрослюди, в підлеглих кількостях находяться каолініт, кварц, польові шпати і інші мінерали.
В гранулометричному відношенні суглинки характеризуються вмістом частинок розміром 0,05-0,005 мм до 45%, іноді до 57%, а також підвищеною кількістю пелітових частинок (розміром менше 0,005 мм) – 20-28%. Частинки крупніші 0,05 мм присутні в кількості 10-22%, в окремих верствах суглинків до 50% (Васильківське, Новогригорівське, Ново московське родовища та інші).
Для суглинків характерно високий вміст (57-73%) кремнезему і відносно невисокий вміст глинозему (6-13%). Останні окиси присутні в звичайних концентраціях.
По степені пластичності серед суглинків виділяються мало,- і середньо пластичні різновидності, переважають помірно пластичні суглинки (число пластичності 8-14). Лише на схід від м. Павлоград, в Кривбасі і Апостолівському районі розвинуті середньо пластичні суглинки (з числом пластичності 15-25), а західніше Дніпропетровська, вузькою стрічкою, вдовж правого берегу р. Дніпро залягають суглинки, які володіють малою пластичністю (число пластичності менше 7).
Суглинки використовуються як цегельна сировина у всіх районах Дніпропетровської області.
Глини неогенового віку використовуються як цегельна сировина значно рідше, ніж четвертинні суглинки, але є традиційною цементною і керамзитовою сировиною. Вони представляють собою пластичну і високо пластичну в’язку пелітоморфну породу червоно-бурого, рідше жовтувато-і зеленувато-сірого кольору.
В мінеральному складі глин переважають каолініт, галуазит і кварц, крім цих присутні монтморилоніт та інші мінерали.
Пелітова фракція (0,005 мм) міститься в кількості не менше 40%, досягає 60-70% в глинах Ковальського, Синельниківського і інших родовищах.
За хімічним складом глини мало глиноземні, з великою кількістю SiO2 (55-70%). На окремих родовищах (Вишневецьке, Роздорівське, Томаківське) вміст глинозему зростає до 14-16%. Окисли залізу присутні в глинах в кількості до 4-6%, в більшості випадків не перевищує 3-5%. Для глин, які містять карбонатні включення, характерно підвищений вміст СаО (до 10-11%), середній вміст його становить 5-7%.
Число пластичності неогенових глин змінюється в межах 11-25 (на Томаківському родовищі 27-43). Високопластичні глини використовуються як цегельна сировина з збіднюючими добавками. Потужність цегельних глин 5,8-10,5 м.
За  станом на 1.01.1998 р. на балансі УТДФ нараховується 53 родовища суглинків і глин з запасами по категоріях А+В+С1 – 152 432 тис. м³, крім С2 – 36 382 тис. м³;  в тому числі 16 родовищ розробляються, запаси їх по категоріях А+В+С1 становлять 30 577 тис. м³, С2 – 5 032 тис. м³. За 1997 р. було добуто 260 тис. м³ сировини.
Родовища розробляються підприємствами по випуску глиняної цегли Держкорпорацією “Укрбудматеріалами” та кооперативно-державною корпорацією “Дніпроагробуд”.
Існує проблема забезпечення сировинною базою Криворізькі цегельні заводи, і один з варіантів її рішення – постачання цегельних заводів Криворіжжя відходами вуглезабезпечення (сланцями кам’яновугільного віку) шахт Західного Донбасу.
Практично гостро відчувають потребу в цегельній сировині більшість районів Дніпропетровської області. В свій час через нерентабельність підприємств у зв’язку з застарілим устаткуванням і технологією було закрито багато місцевих, районних заводів по виробництву цегли.
Водночас, центральні заводи області, основні виробники продукції, не справляються із постачанням районам цегельними товарами. В Апостолівському районі при потребі 16 млн. шт. ум. цегли в рік місцевий завод випускає 3 млн. шт. ум. цегли в рік. В Покровському, Магдалинівському, Царичанському та Томаківському районах місцеві заводи по виробництву глиняної цегли були закриті 10-15 років назад.
Однак в Криничанському районі силами колгоспу “За мир” провели відновлювальні роботи на цегельному заводі, з метою використання сировини Криничанського-I родовища суглинків. В Магдалинівському районі відновлений завод силами Дніпропетровського трубопрокатного цеху.
Рівень забезпечення будівельною цеглою в Дніпропетровській області в 1998 р. становив 87,8%.
Між цім цієї проблеми в області не повинно існувати, так як цегельною сировиною в даний час розвіданими запасами вона забезпечена достатньо.
Видобуток сировини для виробництва грубої кераміки може бути збільшений за рахунок резервних розвіданих родовищ, які маються майже у всіх районах області. Перспективних родовищ для залучення їх в експлуатацію в найближчі роки в області нараховується 16 з загальними запасами по категоріях А+В+С1 – 75 148 тис. м3.